# Giacomo Antonini (critico letterario)
Giacomo Antonini (Venezia, 18 settembre 1901 – Parigi, 1º marzo 1983) è stato un critico letterario e agente segreto italiano.

## Biografia
Di nascita aristocratica e cosmopolita per vocazione, è stato un fine critico letterario al passo con le più moderne - e meno provinciali - teorie della letteratura novecentesca. I suoi scritti sono stati accolti, tra le due guerre, nei periodici più aggiornati, come la fiorentina «Solaria» e una sua antologia, "Narratori italiani d'oggi" (1938), ha definito impeccabilmente il quadro della situazione letteraria dell'epoca. La sua figura ha rappresentato uno snodo di passaggio tra la cultura italiana e quella europea, in particolare quella francese. Dopo aver fatto esperienze e preso contatti in vari paesi (Olanda, Germania) ha risieduto a Parigi da dove, dopo la fine della seconda guerra mondiale e fino alla metà degli anni Sessanta, ha svolto un ruolo di intermediario tra Francia e Italia, tra scrittori e editori. Ha rappresentato un punto di riferimento, quasi esclusivo quanto discreto, per una intera generazione di scrittori che volevano trattare la pubblicazione delle loro opere presso i colossi editoriali d'oltralpe: Gallimard, Éditions du Seuil, Éditions Bernard Grasset, Librairie Plon e Flammarion, le edizioni di Mercure de France.
Collaborò lungamente con Valentino Bompiani e fu corrispondente da Parigi per varie riviste, fra tutte La Fiera Letteraria, dove si occupò principalmente di letteratura francese, con particolare interesse verso le opere degli Ussari. 
Durante il ventennio fascista, fu una spia del governo italiano in Francia, figurò infatti tra gli elenchi dei collaboratori dell'OVRA pubblicati il 2 luglio 1946, ed ebbe una parte importante nell'omicidio dei fratelli antifascisti Rosselli. Alberto Moravia ha tratto ispirazione dalla vicenda di Antonini per il romanzo Il conformista, trasposto in seguito in film per la regia di Bernardo Bertolucci.
Tra le sue carte sono all'ordine del giorno le richieste di mediazione, per definire contratti e trattare le traduzioni. Nel 1965 si è trasferito in Inghilterra, da dove ha continuato a svolgere il suo ruolo di mediazione, anche se il suo punto di vista sulla letteratura italiana, per lontananza o disinteresse per il nuovo clima culturale, si è fatto più distante.

## Archivio
Le carte di Giacomo  Antonini che costituiscono il fondo sono conservate presso il Gabinetto scientifico letterario G. P. Vieusseux. Archivio contemporaneo Alessandro Bonsanti, giunte a Firenze in virtù dell'amicizia - di antica data - che legava Giacomo Antonini a Alessandro Bonsanti. Agli inizi degli anni Ottanta è stato lo stesso Antonini a prendere contatto con Bonsanti e ad organizzare, nell'autunno del 1982, la spedizione del suo archivio personale, alla sua morte è stata la moglie, Karin Antonini, a fare da tramite per nuovi incrementi di documenti, che sono stati consegnati, in vari scaglioni, fino al 2003. 

## Opere
- Giacomo Antonini, Il teatro contemporaneo in Italia, Milano, Corbaccio, 1927.
- Giacomo Antonini, Il romanzo contemporaneo in Italia, Aquila, Vecchioni, 1928.
- Giacomo Antonini, Il teatro contemporaneo in Francia, Milano, Corbaccio, 1930.
- Giovanni Battista Angioletti, Narratori italiani d'oggi, con un saggio introduttivo sulla nuova prosa narrativa italiana di Giacomo Antonini, Firenze, Vallecchi, 1939.
- Giacomo Antonini (a cura di), Racconti e novelle del Novecento, Firenze, Sansoni, 1967 (stampa 1968).